# Aloo tikki
Aloo tikki er en nordindisk snack lavet af kogte kartofler og forskellige krydderier. I Delhi finder man den i næsten hvert eneste chaat-udsalg. 
Den serveres varm, sammen med tamarind, kikærter og grøn salsa og nogle gange yoghurt.
Retten går også under navnet tikiya. 
| Mad og drikke | Spire Denne artikel om mad og drikke er en spire som bør udbygges. Du er velkommen til at hjælpe Wikipedia ved at udvide den. |